# Lepidodexia bufonivora
Lepidodexia bufonivora är en tvåvingeart som först beskrevs av Guilherme A.M.Lopes och Vogelsang 1953.  Lepidodexia bufonivora ingår i släktet Lepidodexia och familjen köttflugor.
Artens utbredningsområde är Venezuela. Inga underarter finns listade i Catalogue of Life.